# Махмуд-Мектеб
Махму́д-Мекте́б — аул в составе Нефтекумского района (городского округа) Ставропольского края России.

## Название
Назван именем богатейшего землевладельца и скотовода, ногайца (ногая) из династии Кочекаевых (Кошекаевых) — аулбая Махмуда Кошакаева, основавшего здесь первую мусульманскую школу (мектеб). Как передаёт в своей статье [какой?] этнограф, кандидат исторических наук, Уйсенбаев Арслан Абдурахманович, «… В конце 1871 — начале 1872 г. император Российской империи Александр II принимал ногайскую делегацию, о чём свидетельствуют некоторые документы. Например, сохранилась Инструкция, в которой указано, что на встрече с императором в качестве делегатов от ногайских народов (етишкульцев, эдисанцев, джембойлуковцев — примечание автора) Ачикулакского приставства будет присутствовать Махмуд Кошекай-Алиев…». И там же: «Едишкульцу Махмуду Кошакай Аджиеву — золотая медаль на Анненской ленте для ношения на шее…».
Варианты названия
- Махмуд-Мектебский,
- Махмудмектеб,
- Махмут Мект,
- Махмут-Мектеб[2],
- Махмуд авыл[источник не указан 2508 дней].

## География
Расположен аул на границе Ставрополья и Дагестана в Ногайской степи.
Высота над уровнем моря 55 м.
Расстояние до краевого центра 311 км, до районного центра 70 км. Ближайшие населённые пункты — аул Тукуй-Мектеб в 11 км на юг, аул Мурзабек в 10,5 км на юго-восток и аул Кунай в 7 км на юго-запад.
В 2 км к северо-востоку от села расположен ботанический заказник регионального значения «Бажиган».

## История
Основан в 1893 году, по дороге от ставки Ачикулак в ставку Терекли на восток:475. В монографии А. И. Якобия «Тюрки степей Северного Кавказа» (1901) имеются сведения о том, что располагавшийся на территории Ачикулакского приставства аул Махмуд-Мектеб являлся аулом-зимовкой едишкульцев и, в частности, «зимой 1892 г. имел 2—3 хаты, а 1897 г. в нём зимовали уже до 90 семей».
С появлением русских переселенцев в ауле стали выращивать пшеницу, просо, овёс, кукурузу, бахчевые культуры. В XIX — начале XX веков Махмуд-Мектеб сформировался как один из устойчивых земледельческих центров в Ногайской степи:12.
Школьное здание было построено в 1906—1907 годах, одновременно с мечетью, тогда же в ауле была пробита артезианская скважина и заложен школьный сад.
В 1918 году, по сведениям Особой комиссии по расследованию злодеяний большевиков при главнокомандующем вооруженными силами на Юге России, «территория ногайского народа <...> была занята <...> большевиками, подвергшими насилию народ и открывшими гонение на его религию». В составленной 7 июля 1919 года «Выписке об отношении большевиков к магометанской религии из дела о злодеяниях большевиков в Ставропольской губернии» приводятся документальные данные в том числе о последствиях пребывания Красной армии в ауле Махмуд-Мектеб:

Из всех мусульманских мечетей ногайского народа, число которых превышает 50, не осталось ни одной, не оскверненной и не разграбленной. Все они носят следы разрушения и не посещались жителями во время власти большевиков. Все церковное имущество было разграблено. В ауле Махмуд Мектеб в главной соборной мечети была устроена стоянка для лошадей и отхожее место для красноармейцев. Священная книга Коран была разорвана и употреблялась красноармейцами в качестве клозетной бумаги.— «Красный террор в годы Гражданской войны» (2004)
Советская власть провозглашена в 1920 году. После перехода окрестных аулов из Терской области в Дагестанскую АССР сюда началась миграция жителей горных районов республики Дагестан, а также из Карачаево-Черкесии. Во время коллективизации они создали свой колхоз «Горец», одно из четырёх коллективных хозяйств, образованных в Махмуд-Мектебе.
По данным переписи 1920 года аул Махмуд-Мектеб был центром Эдишкульской волости в составе Ачикулакского района Ставропольской губернии. На тот момент волость включала аулы Абреш-Тюбе, Кая-Сулу, Кунай, Отокай-Мектеб, Тукуй-Мектеб, Уч-Тюбе-Таслы и другие населённые пункты. Общая площадь Эдишкульской волости составляла 83 964 десятины:519.
В 2012 году в состав аула было включено население упразднённого аула Мурзабек.
До 2017 года являлся административным центром муниципального образования «Сельское поселение Махмуд-Мектебский сельсовет».

## Население
| 1926 | 1989  | 2002  | 2010  | 2014  | 2021  | 2023  |
| ---- | ----- | ----- | ----- | ----- | ----- | ----- |
| 713  | ↗2598 | ↗2878 | ↗3148 | ↘3000 | ↗3172 | ↗3300 |

Национальный состав
По данным Всероссийской переписи населения 2010 года:
| Народ    | Численность, чел. | Доля от всего населения, % |
| -------- | ----------------- | -------------------------- |
| туркмены | 954               | 30,3 %                     |
| ногайцы  | 843               | 26,8 %                     |
| даргинцы | 591               | 18,8 %                     |
| русские  | 293               | 9,3 %                      |
| аварцы   | 145               | 4,6 %                      |
| лакцы    | 139               | 4,4 %                      |
| казахи   | 44                | 1,4 %                      |
| чеченцы  | 35                | 1,1 %                      |
| другие   | 104               | 3,3 %                      |
| всего    | 3 148             | 100,00 %                   |

## Инфраструктура
- Социально-культурное объединение[18]
- Почтовое отделение[19]
- Амбулатория[20]
- Несколько магазинов[21].
- Сельская библиотека.
- Спортивный зал

## Образование
- Детский сад № 18 «Золотой ключик»[22]
- Средняя общеобразовательная школа № 15[23]

## Экономика
- СПК «Возрождение»[24]

## Памятники
- Братская могила советских воинов, погибших в борьбе с фашистами. 1942—1943, 1948 года[25]

## Кладбища
В границах населённого пункта расположено 6 кладбищ: 2 общественных (открытое и закрытое) и 4 вероисповедальных (открытых).